# Pamphagidae
Pamphagidae zijn een familie van rechtvleugelige insecten die behoren tot de kortsprietigen. De familie werd voor het eerst wetenschappelijk gepubliceerd door Burmeister in 1840.
De soorten binnen de familie komen voor in Europa, Azië en Afrika. De familie bevat ongeveer 450 soorten waarvan er 50 in Europa voorkomen. De soorten zijn vaak groot en hebben een lengte tot de 10 centimeter.

## Taxonomie
De familie omvat de volgende geslachten:
- -     - Geslacht Utubius Uvarov, 1936
- Onderfamilie Akicerinae Bolívar, 1916
  -     - Geslacht Adephagus Saussure, 1887
    - Geslacht Batrachornis Saussure, 1884
    - Geslacht Batrachotetrix Burmeister, 1838
    - Geslacht Eremotettix Saussure, 1888
    - Geslacht Glyphanus Fieber, 1853

  - Geslachtengroep Akicerini Bolívar, 1916
    - Geslacht Akicera Serville, 1831
- Onderfamilie Echinotropinae Dirsh, 1961
  -     - Geslacht Echinotropis Uvarov, 1944
    - Geslacht Geloiomimus Saussure, 1899
    - Geslacht Parageloiomimus Dirsh, 1961
    - Geslacht Thrincotropis Saussure, 1899
- Onderfamilie Pamphaginae Burmeister, 1840
  -     - Geslacht Acrostira Enderlein, 1929
    - Geslacht Cryptonothrotes La Greca, 2004
    - Geslacht Ebnerodes Ramme, 1951
    - Geslacht Eunapiodes Bolívar, 1907
    - Geslacht Prionosthenus Bolívar, 1878
    - Geslacht Pseudosavalania Demirsoy, 1973
    - Geslacht Purpuraria Enderlein, 1929

  - Geslachtengroep Euryparyphini La Greca, 1993
    - Geslacht Euryparyphes Fischer, 1853
    - Geslacht Nadigeumigus La Greca, 1993
    - Geslacht Paraeumigus Bolívar, 1914
    - Geslacht Paraeuryparyphes La Greca, 1993

  - Geslachtengroep Finotiini Bolívar, 1916
    - Geslacht Finotia Bonnet, 1884

  - Geslachtengroep Pamphagini Burmeister 1840
    - Geslacht Acaeropa Uvarov, 1927
    - Geslacht Acinipe Rambur, 1838
    - Geslacht Amigus Bolívar, 1914
    - Geslacht Eumigus Bolívar, 1878
    - Geslacht Glauia Bolívar, 1912
    - Geslacht Glauvarovia Morales-Agacino, 1945
    - Geslacht Kurtharzia Koçak, 1981
    - Geslacht Mistshenkoella Cejchan, 1969
    - Geslacht Neoparanothrotes Mirzayans, 1991
    - Geslacht Ocneridia Bolívar, 1912
    - Geslacht Ocnerodes Brunner von Wattenwyl, 1882
    - Geslacht Ocneropsis Uvarov, 1942
    - Geslacht Ocnerosthenus Massa, 1995
    - Geslacht Orchamus Stål, 1876
    - Geslacht Paktia Pfadt, 1970
    - Geslacht Pamphagus Thunberg, 1815
    - Geslacht Paracinipe Descamps & Mounassif, 1972
    - Geslacht Pseudamigus Chopard, 1943
    - Geslacht Pseudoglauia Morales-Agacino & Descamps, 1968
- Onderfamilie Porthetinae Bolívar, 1916
  -     - Geslacht Aphantotropis Uvarov, 1924
    - Geslacht Bolivarella Saussure, 1887
    - Geslacht Cultrinotus Bolívar, 1915
    - Geslacht Hoplolopha Stål, 1876
    - Geslacht Lamarckiana Kirby, 1910
    - Geslacht Lobosceliana Dirsh, 1958
    - Geslacht Pagopedilum Karsch, 1896
    - Geslacht Porthetis Serville, 1831
    - Geslacht Puncticornia Dirsh, 1958
    - Geslacht Stolliana Bolívar, 1916
    - Geslacht Transvaaliana Dirsh, 1958
    - Geslacht Vansoniacris Dirsh, 1958
    - Geslacht Xiphoceriana Dirsh, 1958

  - Geslachtengroep Trachypetrellini Uvarov, 1943
    - Geslacht Trachypetrella Kirby, 1910

  - Onderfamilie Thrinchini Stål 1876
    - Geslacht Asiotmethis Uvarov, 1943
    - Geslacht Atrichotmethis Uvarov, 1943
    - Geslacht Beybienkia Tsyplenkov, 1956
    - Geslacht Dhofaria Popov, 1985
    - Geslacht Eoeotmethis Zheng, 1985
    - Geslacht Eotmethis Bei-Bienko, 1948
    - Geslacht Eremocharis Saussure, 1884
    - Geslacht Eremopeza Saussure, 1888
    - Geslacht Eremotmethis Uvarov, 1943
    - Geslacht Filchnerella Karny, 1908
    - Geslacht Glyphotmethis Bei-Bienko, 1951
    - Geslacht Iranotmethis Uvarov, 1943
    - Geslacht Kanotmethis Yin, 1994
    - Geslacht Melanotmethis Uvarov, 1943
    - Geslacht Mongolotmethis Bei-Bienko, 1948
    - Geslacht Paratmethis Zheng & He, 1996
    - Geslacht Pezotmethis Uvarov, 1943
    - Geslacht Prionotropis Fieber, 1853
    - Geslacht Pseudotmethis Bei-Bienko, 1948
    - Geslacht Rhinotmethis Sjöstedt, 1933
    - Geslacht Sinotmethis Bei-Bienko, 1959
    - Geslacht Strumiger Zubovski, 1896
    - Geslacht Thrinchus Fischer von Waldheim, 1833
    - Geslacht Tuarega Uvarov, 1943
    - Geslacht Tmethis Fieber, 1853